# 1685年限嗣繼承法令
《1685年限嗣繼承法令》（英語：Entail Act 1685；c 26 [12mo ed: c 22]）是蘇格蘭王國國會的一項法令，是1685至1882年的《限嗣繼承法令》（Entail Acts）之一部分。
《1914年限嗣繼承（蘇格蘭）法令》第2條 （页面存档备份，存于）使該法令不再適用。
整部法令於2004年11月28日由《2000年封建土地保有權等廢除（蘇格蘭）法令》（Abolition of Feudal Tenure etc. (Scotland) Act 2000）第76(2)條 （页面存档备份，存于）及附表13第I部 （页面存档备份，存于）廢除。另見第58、62及75條。

## 外部連結
- The Entail Act 1685 （页面存档备份，存于）, as amended, from Legislation.gov.uk.